# Золтан Кодай
Золтан Кодай (угор. Kodály Zoltán, [ˈkodaːj ˈzoltaːn], 16 грудня 1882, Кечкемет — 6 березня 1967, Будапешт) — угорський композитор і музикознавець. Президент Угорської Академії Наук у з 24 липня 1946 по 29 листопада 1949.

## Життєвий шлях
Освіту отримав у Будапештському університеті як лінгвіст і одночасно в Королівській угорській академії музики як композитор. По закінченні курсу протягом року навчався в Парижі у Шарля Відора.
З 1905 р. займався збором угорського музичного фольклору, з цією метою їздив по селах різних угорських провінцій. Починаючи з 1906 року спільно з Бела Бартоком публікував численні збірники народних пісень. З 1912 коду — професор Королівської угорської академії музики. Серед його учнів — Габор Дарваш, Антал Дораті, Золтан Гардона та інші. У цей період композитор активно займався теорією музики, писав роботи по музичній педагогіці. Зокрема, спільно зі своїм учнем Й. Адамом розробив так званий «Метод Кодая».
У роки Першої світової війни спільно з Бартоком працював у музичному секторі прес-служби військового міністерства Австро-Угорщини в Будапешті. У 1942 році вийшов у відставку отримавши звання почесного професора, в кінці Другої світової війни став президентом Угорської ради мистецтв. З 1964 — почесний президент Міжнародного товариства музичної освіти. За заслуги в галузі музичного мистецтва був відзначений нагородами Угорської Народної Республіки.

## Твори
Опери:
- Гарі Янош (1926)
- Прядильна кімната (1924–1932)

Духовна музика:
- Psalmus Hungaricus (1923)
- Budavari Te Deum (1936)
- Missa brevis (1944)
- Adventi evek (1963)

Оркестрові твори:
- Літній вечір (1906)
- Сюїта з опери «Гарі Янош» (1927)
- Танці з Галант (1933)

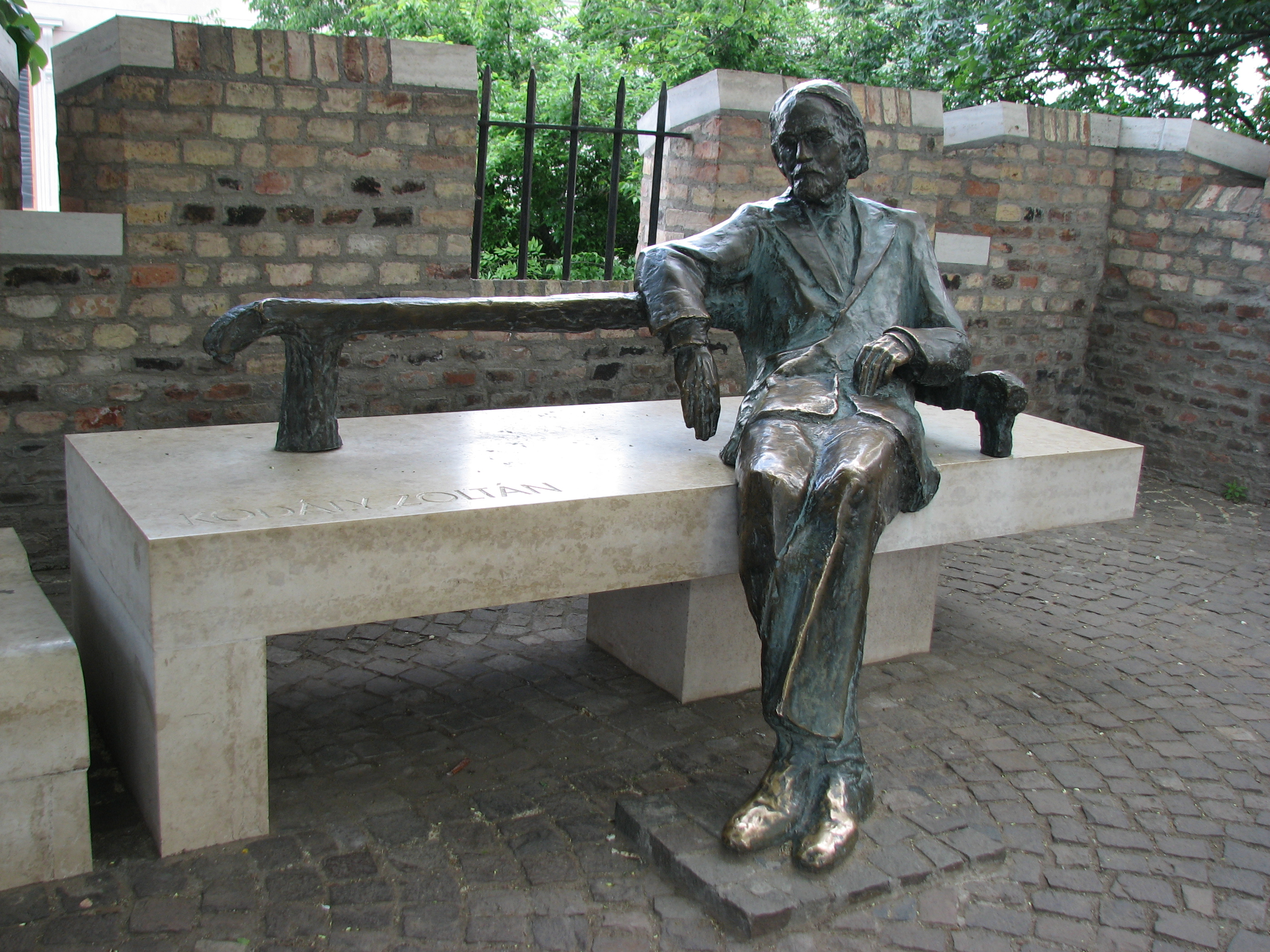
Пам'ятник у Будапешті

- Варіації до угорської народної пісні «Павич» (1937)
- Концерт для оркестру (1940)
- Симфонія (1960)

Камерні твори:
- Ліричні романси для скрипки та віолончелі (1898)
- Адажіо для віолончелі, скрипки та контрабаса (1910)
- Соната для скрипки і фортепіано, opus 4
- Соната для скрипки соло, opus 8
- Сонатина для скрипки і фортепіано
- Дует для віолончелі та скрипки, opus 7
- Струнний квартет № 1, 2 opus
- Струнний квартет № 2, opus (1910)
- 9 фортепіанних п'єс, opus 3
- 7 фортепіанних п'єс, opus 11.

## Вшанування пам'яті

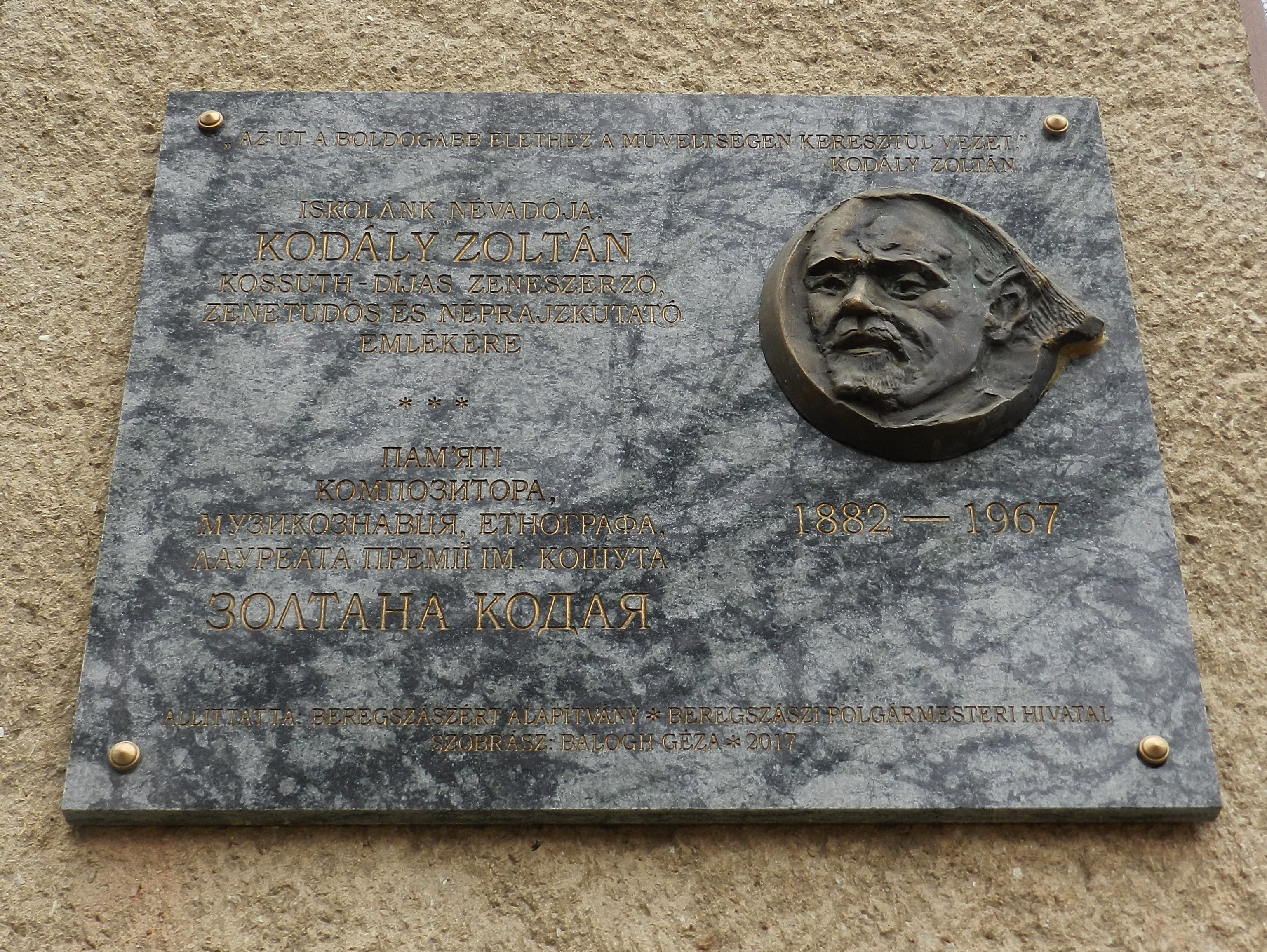
Меморіальна дошка Золтану Кодаєві, Берегівська дитяча школа мистецтв ім. Золтана Кодая

- Меморіальна дошка Золтану Кодаєві, Берегівська дитяча школа мистецтв ім. Золтана Кодая Ім'я композитора носить Берегівська дитяча школа мистецтв. У 2017 р., з нагоди 70-річчя школи, на її фасаді відкрили меморіальну дошку Золтану Кодаєві.
- 10918 Кодай — астероїд, названий на честь музиканта.